# Dülmenponny
Dülmenponnyn är en liten hästras, härstammande från Tyskland där de har dokumenterats sedan 1300-talet. De är idag Tysklands enda inhemska ponnyras och har troligen sitt ursprung i den utdöda och primitiva tarpanen, då hästarna oftast har samma blacka färg. Men då dessa ponnyer även kan ha färgerna brun, fux, skimmel eller svart tror man att ponnyn någon gång under alla århundraden har korsats med annat blod, troligtvis den tyska utdöda hästrasen Sennerhäst.

## Historia
Dülmenponnyn upptäcktes utanför staden Dülmen i det tyska området Westfalen där de strövade runt i vilda hjordar. Dokument och målningar av ponnyerna har daterats till tidigt 1200-tal men Dülmenborna har troligtvis haft kunskap om dessa hästar flera tusen år innan dess.
Dülmenponny utvecklades troligen från den primitiva och numera utdöda Tarpanen. Även blod från den utdöda Sennerhästen kan ha tillförts i rasen, likväl som vissa polska och engelska ponnyraser. Dülmenponnyns exteriör påminner mycket om den engelska New Forest ponnyn men gentester har uteslutit släktskap mellan dessa två raser. 
Under delningen av Tyskland på 1900-talet förlorade de vilda hästarna sina revir och det fanns bara en enda flock kvar, tillhörande hertigen av Croy som hade ett gott öga till ponnyerna och hade hjälpt dem sedan mitten av 1800-talet. På Dukes of Croys ca 860 tunnland stora ägor i Merfelder Bruch strövar den enda vilda flocken fortfarande fritt med beskydd av hertigens släktingar och den tyska regeringen. Hertigen hade under mitten av 1800-talet varit den första att propagera för att ge ponnyerna beskydd från utrotning.
Enligt tradition samlas hästarna in den sista lördagen i maj där fölen säljs på auktion medan stona får gå tillbaka till flocken med en eller två hingstar.

## Egenskaper
Ett liv i det vilda där ponnyerna själva måste skaffa mat och skydd har gjort att Dülmenponnyn har utvecklats till en härdig ponny med naturligt immunförsvar mot sjukdomar. De ponnyer som lever i fångenskap har visat sig vara kloka, lugna och bra ridponnyer för barn, och passar även till körning och lättare jordbruk även om detta inte är en vanlig syn i Tyskland.
Ponnyn har ett primitivt utseende med korta ben och har en typisk ponnykaraktär. Nacken är smal och kort och pälsen kan ibland vara väldigt "raggig" och utan glans. Ponnyerna är lättfödda, billiga i drift och är väldigt tålmodiga. 